# Keiner weniger – Not One Less
Keiner weniger – Not One Less (Originaltitel: 一个都不能少, Yī gè dōu bù néng shǎo) ist ein chinesisches Filmdrama von Regisseur Zhang Yimou über eine Aushilfslehrerin in einem chinesischen Dorf, die aus Pflichtbewusstsein nach einem ihrer Schüler in der nächstgelegenen Stadt sucht, weil dieser aus Armut die Schule verlassen hat und in der Stadt nach Arbeit sucht. Der Film stellt die Armut in der chinesischen Landbevölkerung dar, die Kinder zwingt ihre Ausbildung zu vernachlässigen, um ihre Familien zu versorgen.

## Handlung
Im Mittelpunkt der Handlung steht die 13-jährige Aushilfslehrerin Wei Minzhi, die vom ursprünglichen Lehrer des Dorfes den Auftrag bekommt, sparsam mit den Schulmaterialien, insbesondere mit der Kreide, umzugehen sowie gut auf ihre Schüler aufzupassen und sie alle beisammenzuhalten.
Als eines Tages der Klassenclown Zhang Huike nicht zum Unterricht erscheint, macht sich die Lehrerin pflichtbewusst und entschlossen auf die Suche nach ihm und erfährt von der kranken Mutter, dass Zhang Huike in die Stadt gefahren sei, um dort Geld für die Tilgung der Schulden der Familie zu verdienen. Zunächst versucht sie gemeinsam mit den anderen Kindern in ihrer Klasse, das Geld für eine Busfahrt in die Stadt zu verdienen. Zusammen mit den Kindern rechnet sie aus, wie viel sie für die Hin- und Rückfahrt braucht, wie viel Geld sie bei der Arbeit in einem Ziegelwerk verdienen können und wie lange sie brauchen werden.
Jedoch kostet die Busfahrt mehr, als sie und die Kinder bei der Arbeit im Ziegelwerk verdienen können, und nach einem gescheiterten Versuch des Schwarzfahrens macht sie sich zu Fuß und per Anhalter alleine auf den Weg in die Stadt.
In der Stadt angekommen, versucht Wei Minzhi erfolglos, Zhang Huike über einen Ausruf am Bahnhof, an dem er zuletzt gesehen wurde, und über Suchzettel, die sie jedoch später verliert, zu finden. Schließlich hat der Direktor eines Fernsehsenders nach ihrem hartnäckigen Versuch, mit diesem in Kontakt zu treten, Mitleid mit ihr und ermöglicht ihr einen Aufruf in einer Fernsehsendung.
Durch diesen Aufruf kommt es schließlich zur Zusammenführung der Lehrerin mit ihrem gesuchten Schüler, und beide werden mit einem Kamerateam in das Dorf gefahren. Durch die Berichterstattung kommen die beiden auch mit vielen Geld- und Sachspenden in das Dorf zurück. Am Ende des Films schreiben einige Schüler der Klasse mit der gespendeten, farbigen Kreide Worte der Hoffnung und Wertschätzung für ihre Lehrerin an die Tafel.

## Auszeichnungen
- Internationale Filmfestspiele von Venedig 1999
  - Goldener Löwe
  - Lanterna Magica Auszeichnung
  - Sergio Trasatti Auszeichnung
  - Unicef Auszeichnung
- Goldener Hahn, 1999
  - Beste Regie, Zhang Yimou
- São Paulo International Film Festival, 1999
  - Zuschauer Auszeichnung
- Europäischer Filmpreis, 1999
  - Bester nicht-europäischer Film (nominiert)
- Kinema Junpo Auszeichnung, 2001
  - Beste ausländische Regie – Zhang Yimou
- Isfahan International Festival of Films for Children & Young Adults, 2001
  - Goldener Schmetterling